# Christuskirche (Stendal)

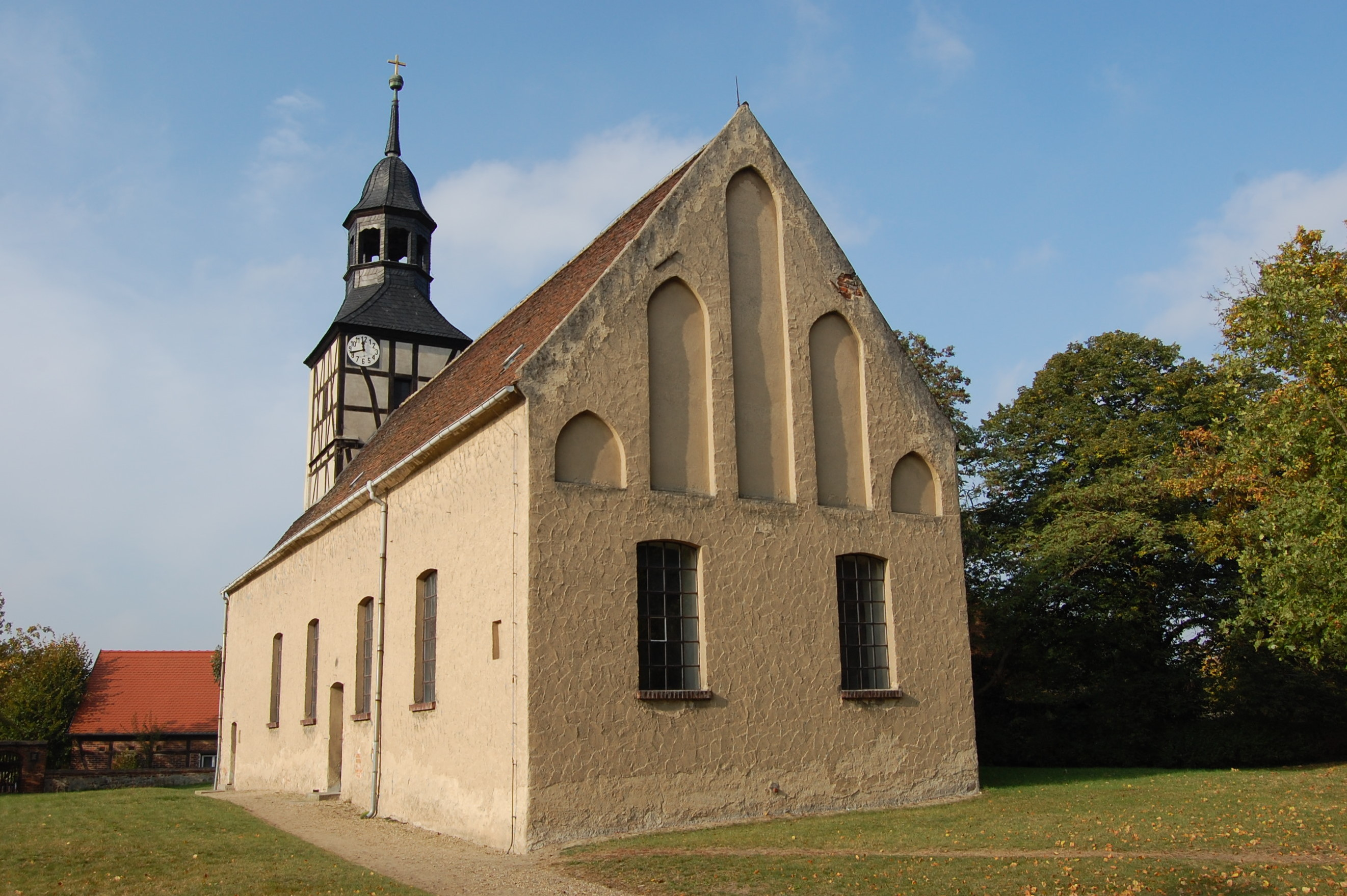
Christuskirche

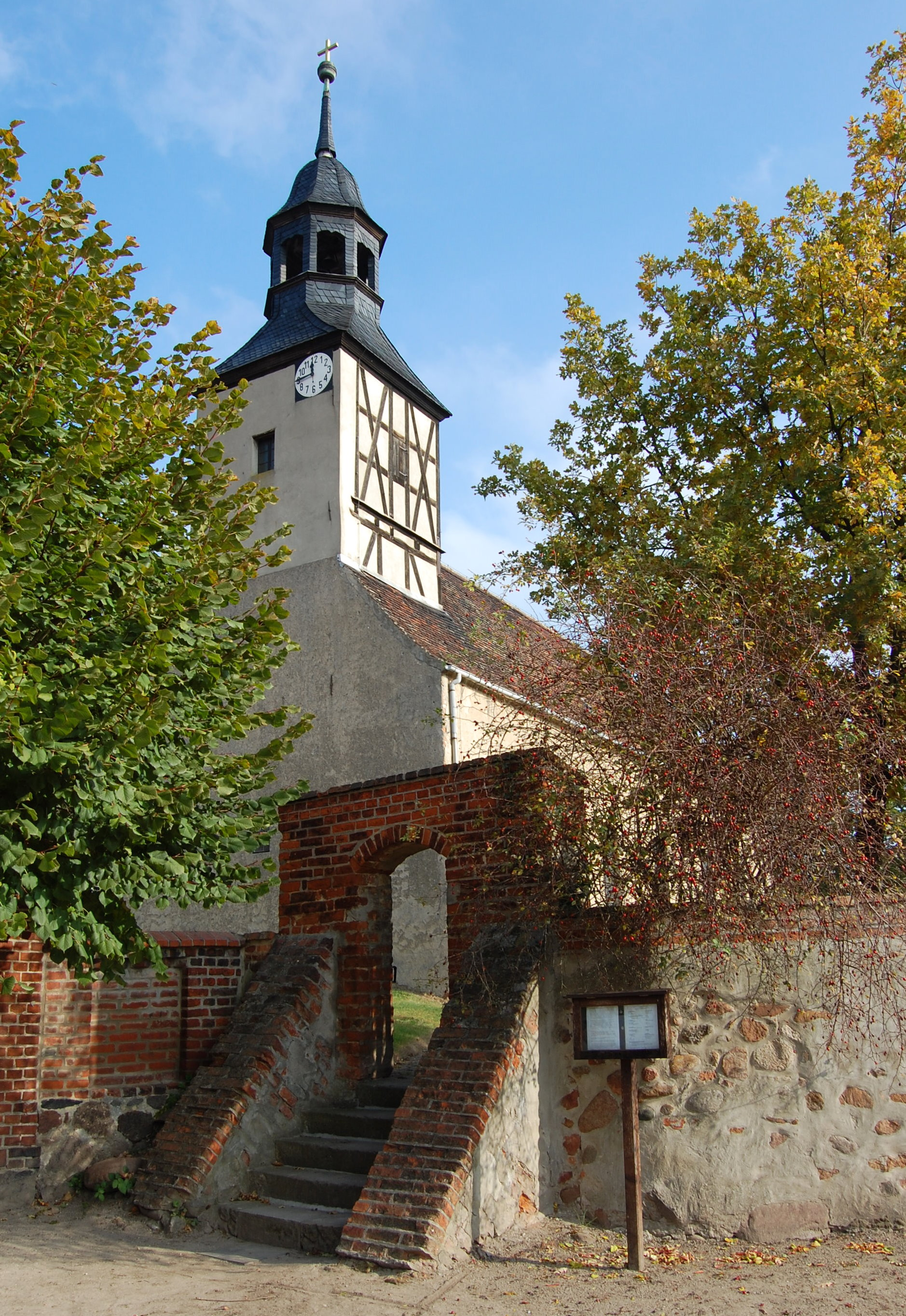
Turm

Die Christuskirche ist die evangelische Kirche des zur Stadt Stendal gehörenden Dorfes Wahrburg in Sachsen-Anhalt. Sie gehört zum Kirchenkreis Stendal der Evangelischen Kirche in Mitteldeutschland.

## Architektur und Geschichte
Die aus Backstein errichtete Saalkirche geht in ihrem Kern auf das 13. Jahrhundert zurück. Das Kirchenschiff wurde im 14. Jahrhundert in östliche Richtung erweitert. Der an der Ostseite befindliche Giebel verfügt über fünf ansteigende Spitzbogenblenden. Bei einem Umbau in der Zeit des Barock 1725 bis 1727 erhielt die Kirche ihr heutiges Erscheinungsbild. Es entstanden flachbogige Fenster und ein südliches Portal. In dieser Zeit entstand auch der quadratische Fachwerkturm an der Westseite des Schiffs. Er verfügt über eine achteckige Laterne und eine Schweifhaube, wobei der Turm auf den Unterbau eines älteren Turms aufbaut. 1995 wurde der Turm renoviert.
Das Innere der Kirche wird von einer flachen Holzbalkendecke überspannt. Der Turm ist durch einen großen Rundbogen mit dem Kirchenschiff verbunden, wobei die im 19. Jahrhundert errichtete Westempore den zum Teil vermauerten Rundbogen verdeckt. Die schlichte Ausstattung der Kirche stammt aus dem 19. Jahrhundert. Älteren Datums ist jedoch der reich mit Schnitzereien verzierte Kanzelaltar mit seitlichen Durchgängen, der bereits 1725 entstand. Der Korb der Kanzel ist polygonal und wird von Säulen und Pilastern umrahmt. Über dem Korb befindet sich ein Schalldeckel, darüber ein Auge Gottes in Strahlenglorie.

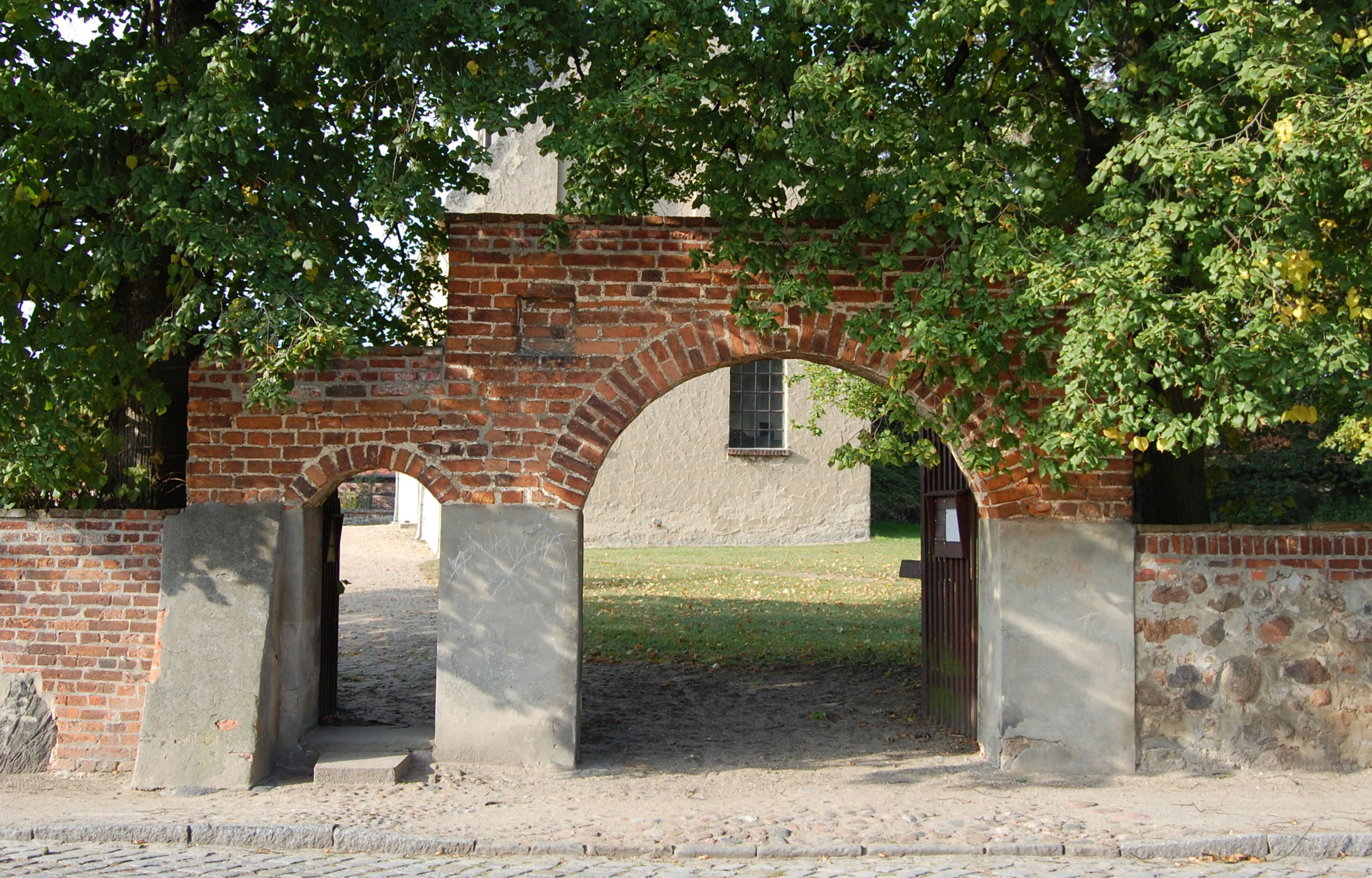
Tor in der östlichen Kirchhofmauer

An der Nordwand der Kirche ist das Epitaph des 1759 verstorbenen Rittergutsbesitzers Carl Friedrich von Goldbeck und seiner 1774 verstorbenen Ehefrau Dorothea Elisabeth Amalie zu finden. Es zeigt über dem Gesims das Emblem der Rechtswissenschaft. Ein weiteres Epitaph befindet sich an der südlichen Seite und entstand für den 1779 verstorbenen Carl Ludwig Kamlah.
In der östlichen Kirchhofmauer befindet sich eine bereits Anfang des 16. Jahrhunderts aus Backstein errichtete stichbogige Durchfahrt nebst Fußgängerpforte.